# Calamaria leucogaster
Calamaria leucogaster е вид змия от семейство Смокообразни (Colubridae). Видът не е застрашен от изчезване.

## Разпространение
Разпространен е в Индонезия (Калимантан и Суматра) и Малайзия (Западна Малайзия, Сабах и Саравак).

## Описание
Популацията на вида е стабилна.